# Buenos-Aires-Klasse
Die Buenos-Aires-Klasse war eine Klasse von sieben Zerstörern der Argentinischen Marine.
Die im Rahmen des Bauprogramms von 1934 zusammen mit dem Schulkreuzer La Argentina bestellten Boote basierten auf dem Entwurf der britischen G-Klasse und wurden auf drei britischen Werften gebaut
Als einziges Schiff ging die Corrientes 1941 im Dienst nach einer Kollision verloren. Die verbliebenen sechs Schiffe wurden zuletzt 1958/59 modernisiert und zwischen 1971 und 1973 ausgesondert.

## Einheiten
| Name         | Werft        | BauNr. | Kiellegung | Stapellauf | Indienststellung | Kennung  | Dienstzeit                              |
| ------------ | ------------ | ------ | ---------- | ---------- | ---------------- | -------- | --------------------------------------- |
| Buenos Aires | Vickers      | 719    | 1936       | 21.09.1937 | 4.04.1938        | E/T/D 6  | 1971 gestrichen                         |
| Entre Rios   | Vickers      | 720    | 1936       | 21.09.1937 | 15.05.1938       | E/T/D 7  | 1973 gestrichen                         |
| Corrientes   | Vickers      | 721    | 1936       | 21.09.1937 | 1.07.1938        | E/T 8    | 3. Oktober 1941 nach Kollision gesunken |
| San Juan     | John Brown   | 550    | 1936       | 24.06.1937 | 23.03.1938       | E/T/D 9  | 1973 gestrichen                         |
| San Luis     | John Brown   | 551    | 1936       | 23.08.1937 | 23.03.1938       | E/T/D 10 | 5.1971 gestrichen                       |
| Misiones     | Cammel Laird | 1021   | 1936       | 23.09.1937 | 5.09.1938        | E/T/D 11 | 5.1971 gestrichen                       |
| Santa Cruz   | Cammel Laird | 1022   | 1936       | 3.11.1937  | 26.09.1938       | E/T/D 12 | 1973 gestrichen                         |

## Baugeschichte
Die argentinische Marine (spanisch: Armada de la República Argentina – ARA, auch Armada Argentina) war ab dem Beginn des 20. Jahrhunderts eine der stärksten Lateinamerikas. Der Wettbewerb um den Besitz von Großkampfschiffen schwächte die Stärken der Flotten. Zum Ende des Ersten Weltkriegs war der Schiffsbestand der argentinischen Marine zum überwiegenden Teil veraltet.

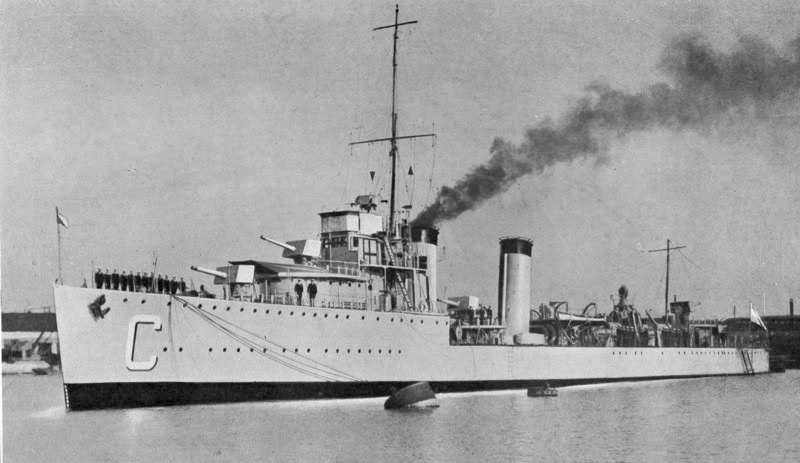
Die ARA Cervantes, erster moderner Zerstörer der argentinischen Marine

Die argentinische Regierung setzte daher 1926 ein Modernisierungs-Bauprogramm durch und beschaffte noch in den 1920er-Jahren zwei moderne Kreuzer (Veinticinco-de-Mayo-Klasse) und drei U-Boote (Santa-Fe-Klasse) in Italien und fünf Zerstörer nach Plänen britischer Flottillenführer in Spanien und Großbritannien (Churruca- bzw. Mendoza-Klasse). Die neuen Zerstörer wurden in der argentinischen Marine als „Exploradores“ bezeichnet und erhielten die Kennungen E-1 bis E-5.

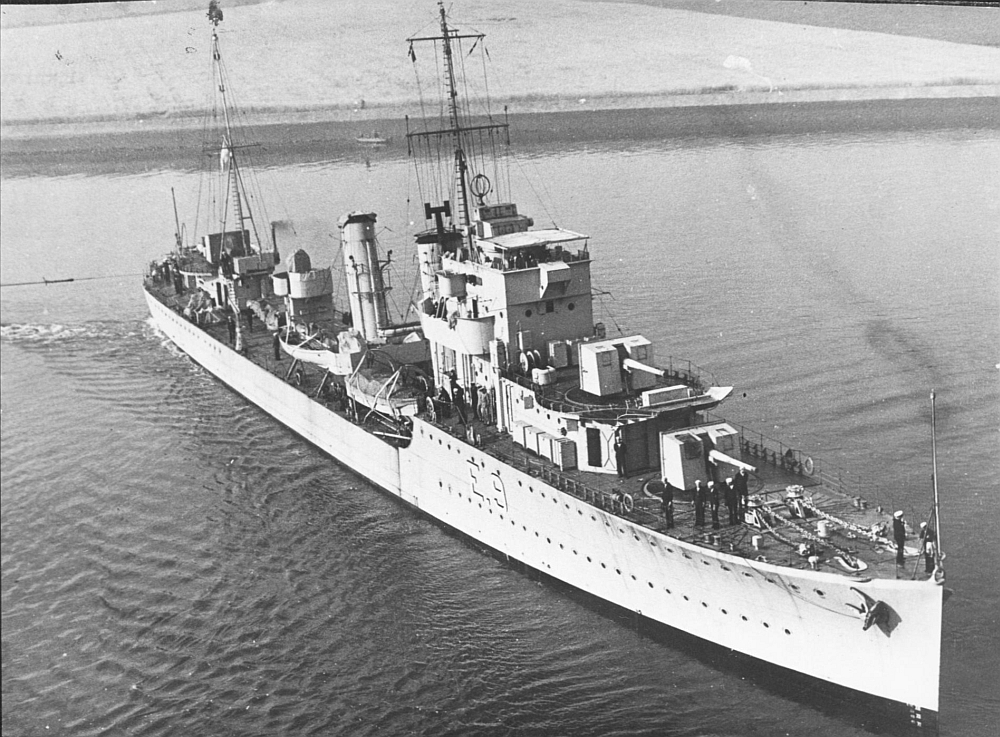
ARA San Juan

Nach einer Pause durch die Weltwirtschaftskrise setzte Argentinien ab 1934 sein Modernisierungsprogramm fort und beschaffte in Großbritannien den Schulkreuzer La Argentina (ähnlich den britischen Kreuzern der Town-Klasse) und sieben moderne Zerstörer nach den Plänen der G-Klasse der Royal Navy.
Die neuen argentinischen Zerstörer entsprachen weitgehend den britischen Zerstörern der G-Klasse. Sie verdrängten 1375 t, maximal 2010 t. Sie verfügten über die gleiche Bewaffnung mit vier 4,7-Zoll-(12-cm)-Geschützen der Armstrong-Exportversion „F“ des britischen Standardzerstörergeschützes. Für die Flugzeugabwehr waren zwei schwere Fla-MG-Vierlinge der Exportversion von Vickers installiert. Die beiden Vierfachsätze für 21-Zoll-Torpedos entsprachen den britischen Standardzerstörern.

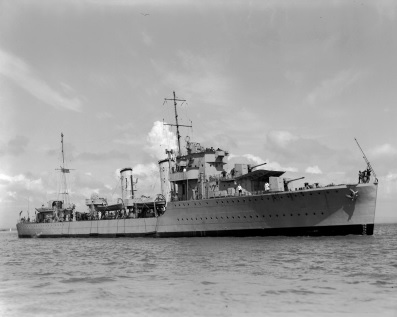
ARA Corrientes

Die Kiellegung der sieben Schiffe erfolgte bei den drei ausführenden Werften 1936. Als erste liefen bei John Brown & Company am 24. Juni 1937 die San Juan (Baunummer 550) und am 23. August die San Luis (Baunummer 551) vom Stapel. Am 21. September 1937 folgte der spektakuläre Stapellauf der drei bei Vickers in Barrow zu bauenden Schiffe Entre Rios, Corrientes und Buenos Aires (Baunummern 719 bis 721) in einer Feier kurz nacheinander. Am 23. September und 3. November 1937 folgten die Stapelläufe der Misiones und Santa Cruz bei Cammel Laird in Birkenhead. Als erste Schiffe wurden am 23. März 1938 die beiden von John Brown gefertigten Zerstörer in Clydebank an die argentinische Marine übergeben. Die anderen folgten bis zum 26. September 1938, als die Santa Cruz als letztes Schiff der Klasse in Birkenhead fertiggestellt wurde.

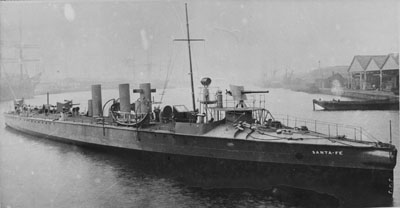
Die Santa Fe,
einer der Yarrow-Zerstörer von 1896

Sie wurden wie die vorangegangenen Zerstörer anfangs als „Exploradores“ bezeichnet und führten Kennungen von E.6 bis E.12. Die Schiffe erhielten die Namen von argentinischen Provinzen. Mit den Namen Entre Rios, Corrientes und Misiones hatte die argentinische Marine von 1896/98 bis 1930 von Yarrow gelieferte Torpedobootszerstörer von 240 t betrieben. San Juan und San Luis sollten schon 1914 in Frankreich bzw. Großbritannien bestellte Zerstörer benannt werden, die als Téméraire in der französischen Marine bzw. als Aetos in der griechischen Marine in Dienst gekommen waren. Zuletzt hatten diese Namen zwei von Hawthorn gelieferte Vermessungsschiffe geführt, die nun umbenannt wurden. Den Namen der argentinischen Hauptstadt und bedeutendsten Provinz hatte der 4788 t-Elswick-Kreuzer Buenos Aires von 1896 bis 1932 getragen.

### Die Schiffe im argentinischen Dienst
Die Überführung der fertigen Zerstörer verzögerte sich 1938 teilweise durch die in Europa herrschenden Spannungen, die bei den Bauwerften erhöhte Anforderungen für die Royal Navy auslösten. Als erste Schiffe der Klasse trafen die beiden von Brown in Clydebank gebauten Zerstörer Ende September 1938 in Buenos Aires ein. Am 19. Oktober folgten dann die beiden ersten von Vickers in Barrow fertiggestellten Einheiten, die zuerst den argentinischen Flottenstützpunkt Puerto Belgrano anliefen, wo alle Schiffe der Klasse stationiert wurden. Die letzten drei Zerstörer der Klasse trafen dort am 27. Dezember 1938 ein.

Die ursprünglich geplante Außerdienststellung der vier in Deutschland vor dem Ersten Weltkrieg gebauten Zerstörer der Catamarca-Klasse erfolgte nicht. Die neuen Zerstörer nahmen an den Manövern der Flotte teil und führten auch erste Fahrten entlang der argentinischen Küste durch. Als es im September 1939 zum Ausbruch des Zweiten Weltkrieges kam, befanden sich die Buenos Aires, Corrientes und Misiones mit den Schlachtschiffen Rivadavia und Moreno auf ihrer ersten größeren Auslandsreise in Rio de Janeiro. Brasilien hatte inzwischen fast gleiche Zerstörer mit den sechs Schiffen der Javary-Klasse in Großbritannien geordert, die aber durch die Kriegsereignisse nie in den Dienst der brasilianischen Marine kamen.

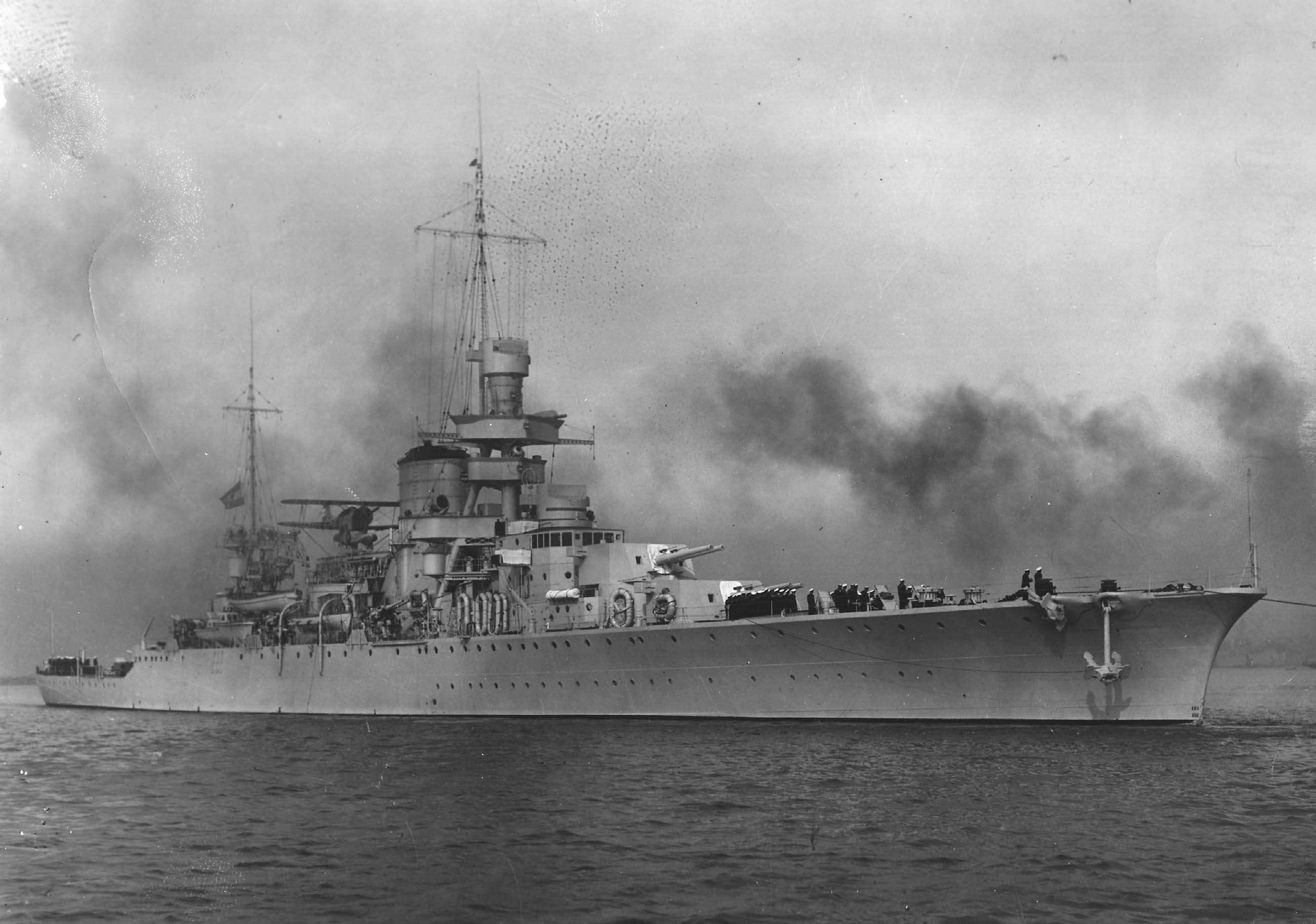
Die Almirante Brown

Die Hauptaufgaben der argentinischen Marine während des Zweiten Weltkriegs war die Sicherung der Küstengewässer vor einem Missbrauch durch die kriegführenden Parteien, da Argentinien bis zum 27. März 1945 neutral blieb. Aktive Kriegshandlungen erfolgten im Zweiten Weltkrieg nicht.

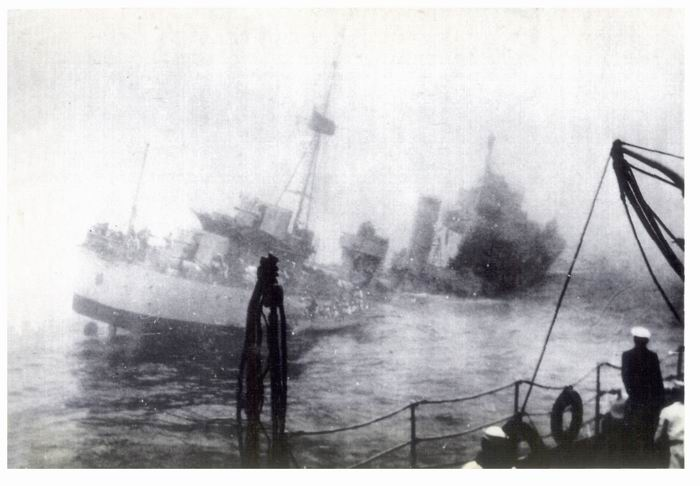
Die sinkende Corrientes

### Der Untergang derCorrientes
Während eines Flottenmanövers vor der argentinischen Küste rammte am 3. Oktober 1941 bei schlechten Sichtbedingungen der Schwere Kreuzer Almirante Brown den Zerstörer Corrientes, der innerhalb kurzer Zeit sank.
Die 2. Division der Zerstörerflottille der argentinischen Marine hatte mit Entre Rios, Corrientes und Buenos Aires (Mendoza befand sich in einer Werftliegezeit) an diesem Tag einen Minensucheinsatz und dann einen Torpedoangriff auf den Kreuzer La Argentina durchgeführt. Am Nachmittag lief die Division mit 18 Knoten hinter dem Kreuzer Veinticinco de Mayo zurück zur Reede von Mar del Plata. Aufkommender Nebel gab Anlass zur Verringerung der Geschwindigkeit, die wegen schlechter Kommunikationseinrichtungen der argentinischen Schiffe vermutlich nicht einheitlich umgesetzt wurde. Die Corrientes blieb wohl etwas zu schnell, was zu einem Ausweichmanöver führte und sie in den Kurs der parallel laufenden schweren Einheiten brachte. Der schwere Kreuzer Almirante Brown übersah den ihm in den Weg laufenden Zerstörer und traf ihn steuerbords auf Höhe der Maschine, die sofort ausfiel. Der Tank der Flugzeuganlage des Kreuzers im Vorschiff platzte und es bestand die akute Gefahr einer schweren Explosion. Der sinkende Zerstörer wurde evakuiert, hatte aber durch die Kollision einen Teil der Rettungsmittel verloren. Die Brown brachte auch einen Kutter zu Wasser, um die Rettung zu unterstützen. Das mit 10 Knoten hinter dem Kreuzer laufende Schlachtschiff Moreno hatte keine Kenntnis von der Kollision, erkannte sie zu spät und traf den Kreuzer im Heck. Die Brown verlor eine Welle sowie eine Schraube und wurde aus der Corrientes herausgedreht, die daraufhin 54 Seemeilen nordöstlich von Mar del Plata schnell sank. Die beiden anderen Havaristen trieben von der Unfallstelle ab. Das folgende Schlachtschiff Rivadavia erkannte das Geschehen vor ihr richtig, stoppte und organisierte die Rettung der Schiffbrüchigen. Vierzehn Seeleute kamen beim Untergang der Corrientes ums Leben, 155 Mann wurden durch Almirante Brown und Rivadavia gerettet.

Eine geplante Ersatzbeschaffung bei den kriegführenden bisherigen Lieferanten schied aus und der Versuch des Erwerbs eines spanischen Zerstörer der Churruca-Klasse, von denen die argentinische Marine bereits zwei besaß, scheiterte ebenfalls. Die Reparatur des Kollisionsgegners erwies sich als äußerst schwierig und in vielen Tauchgängen wurden Teile des Kreuzers zum Wiederverwenden oder als Muster aus dem Wasser geholt.

### Weiterer Verbleib

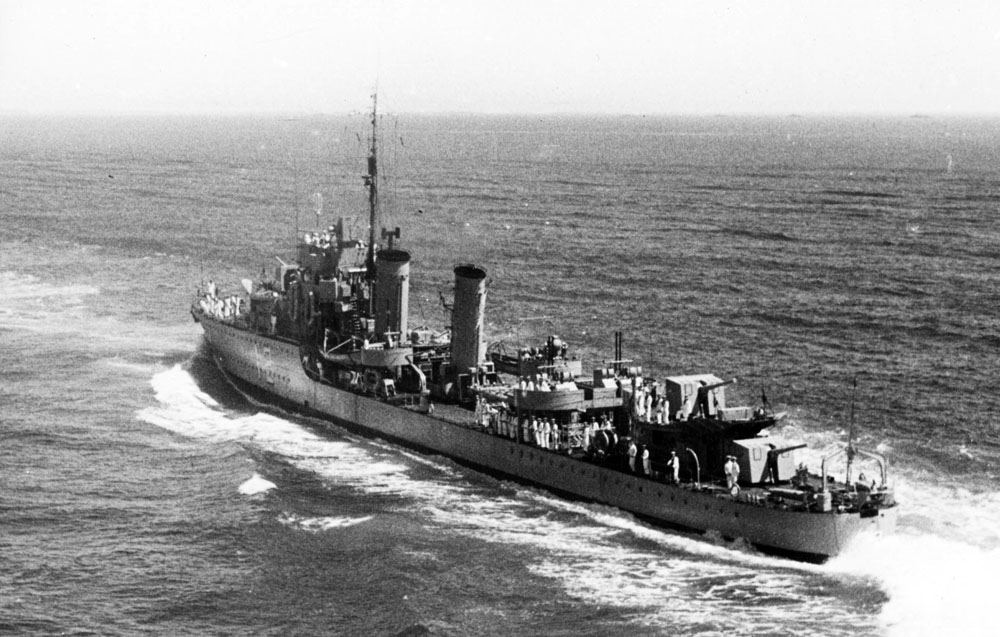
Der Zerstörer Santa Cruz

Nach dem Ende des Zweiten Weltkriegs übernahm Argentinien bis 1948 vier Fregatten der River-/Tacoma-Klasse aus den USA zur U-Boot-Abwehr. Der bisherige Hauptlieferant Großbritannien lieferte lediglich 1958 den gebrauchten Leichten Flugzeugträger Warrior. Neuere Zerstörer erhielt die argentinische Marine erst ab 1961 aus den USA. Die Schiffe der Buenos-Aires-Klasse wurden daher zwischen 1956 und 1959 nochmals geringfügig umbewaffnet. Zuerst wurden die Fla-MG-Vierlinge zwischen den Schornsteinen durch zwei einzelne 40-mm-Bofors-Kanonen ersetzt. Eine zweite Modifikation betraf die Änderung des Achterschiffes ab dem Scheinwerferpodest. Der hintere Torpedorohrsatz wurde entfernt und auf einem neuen Deckshaus zwei 40-mm-Bofors-Zwillingsgeschütze nebeneinander installiert.
 Die San Juan war 1958 in den als Snipe-Zwischenfall bekanntgewordenen Streit um territorialen Besitz im Beagle-Kanal zwischen Chile und Argentinien involviert.
Zumindest auf der Santa Cruz wurde das erhöhte Geschütz auf der B-Position durch zwei Hedgehog-Werfer ersetzt.

Die verbliebenen sechs Schiffe wurden zwischen 1971 und 1973 ausgesondert und verschrottet.